# Chinesisch-israelische Beziehungen
Die Chinesisch-israelischen Beziehungen sind das zwischenstaatliche Verhältnis zwischen der Volksrepublik China und Israel. Der Staat Israel erkannte die Volksrepublik bereits 1950 als erstes Land im Nahen Osten an. Danach verhinderten jedoch geopolitische und ideologische Gegensätze offizielle Kontakte: China unterstützte in der Mao-Ära bevorzugt arabische Staaten und die Palästinenser, während Israel sich zunehmend an die USA und westliche Verbündete band. Ende der 1970er Jahre begannen jedoch Waffenlieferungen der Israelis an die Volksrepublik und 1992 wurden schließlich offizielle diplomatische Beziehungen aufgenommen. Seitdem haben beide Länder eine vielfältige Zusammenarbeit aufgebaut, welche wirtschaftliche, technologische und sicherheitspolitische Kooperation umfasst. Geopolitisch haben beide Länder aber weiter eine unterschiedliche Orientierung und China hat von Israel die Umsetzung einer Zweistaatenlösung gefordert.

## Geschichte

### Vorgeschichte
Nach der Gründung der Volksrepublik China 1949 und des Staates Israel 1948 suchten beide zunächst vorsichtig Kontakt. Die kommunistisch geprägte chinesische Presse begrüßte 1948 die Gründung Israels, und umgekehrt stand Israel im Oktober 1949 der Ausrufung der Volksrepublik positiv gegenüber. Im 9. Januar 1950 erkannte Israel die neue Volksrepublik offiziell an – als erstes Land im Nahen Osten. Die Renmin Ribao (Volkszeitung) berichtete am 17. Januar 1950 prominent über die bevorstehende Aufnahme diplomatischer Beziehungen und beichtete, Zhou Enlai begrüße Israels Schritt. Vertreter beider Staaten trafen sich im Juni 1950 in Moskau zu Gesprächen, und Israel unterstützte im September 1950 in der UNO die Forderung, den chinesischen Sitz von Taiwan (Republik China) an die Pekinger Regierung zu übertragen. Zudem half die chinesische Regierung Anfang der 1950er Jahre tausenden jüdischen Flüchtlingen aus dem Zweiten Weltkrieg dabei, aus Shanghai, Harbin und Tianjin, wo sie Zuflucht gefunden hatten, nach Israel auszureisen. Nach dem Beginn des Koreakriegs übten die Vereinigten Staaten jedoch Druck auf Israel aus, sodass offizielle Gespräche zwischen beiden Staaten um die Aufnahme diplomatischer Beziehungen 1951 abgebrochen wurden.
In den folgenden Jahren kühlte das Verhältnis weiter ab: Auf der Bandung-Konferenz im April 1955 – einem Gipfeltreffen der afro-asiatischen Staaten – entschied sich Premier Zhou Enlai nach Rücksprache mit arabischen Führern, Israel nicht einzubeziehen und stattdessen die „anti-imperialistischen“ Anliegen der arabischen Welt zu unterstützen. Spätestens nach der Suezkrise 1956 nahm die Volksrepublik China Israel offen als „Handlanger des westlichen Imperialismus“ wahr. In den folgenden Jahren verharrte Chinas Nahost-Politik in vehement pro-arabischer und anti-israelischer Haltung. Die Volksrepublik unterstützte öffentlich den bewaffneten Kampf der Palästinenser und knüpfte enge Kontakte zur Palästinensischen Befreiungsorganisation (PLO), die 1965 sogar Delegationen nach Peking entsandte. In den folgenden zwei Jahrzehnten blieben direkte Kontakte spärlich. Die radikale Außenpolitik der Kulturrevolutions-Ära (1966–1976) in China schloss jegliche Annäherung an Israel aus; Mao Zedong bezeichnete Israel in dieser Zeit offen als „Brückenkopf des Imperialismus“ in Asien und stellte es ideologisch auf eine Stufe mit dem Feind Taiwan.
Erst nach dem Ende der Mao-Ära wandelte sich die Lage allmählich. Mit dem Beginn der Reform- und Öffnungspolitik unter Deng Xiaoping ab 1978 trat die Volksrepublik außenpolitisch pragmatischer auf. Gleichzeitig veränderten sich globale Bündniskonstellationen: China normalisierte 1979 seine Beziehungen zu den USA und sah sich – nach dem Zerwürfnis mit der Sowjetunion – nicht mehr strikt an die arabische Seite gebunden. In den 1980er Jahren begannen China und Israel eine heimliche Zusammenarbeit im militärischen Bereich, wobei die Volksrepublik den iranischen Schah nach seinem Sturz 1979 als Abnehmer für israelische Rüstungsgüter ersetzte. 1986 eröffnete Israel ein Konsulat in damals noch britischen Hongkong, das in der Folgezeit als inoffizieller Kommunikationskanal zwischen beiden Seiten fungierte. Der Zusammenbruch der Sowjetunion und die Einleitung des Nahost-Friedensprozesses (Madrider Konferenz 1991) beseitigten bald darauf wichtige Hindernisse auf dem Weg zur Aufnahme diplomatischer Beziehungen.

### Beziehungen seit 1992

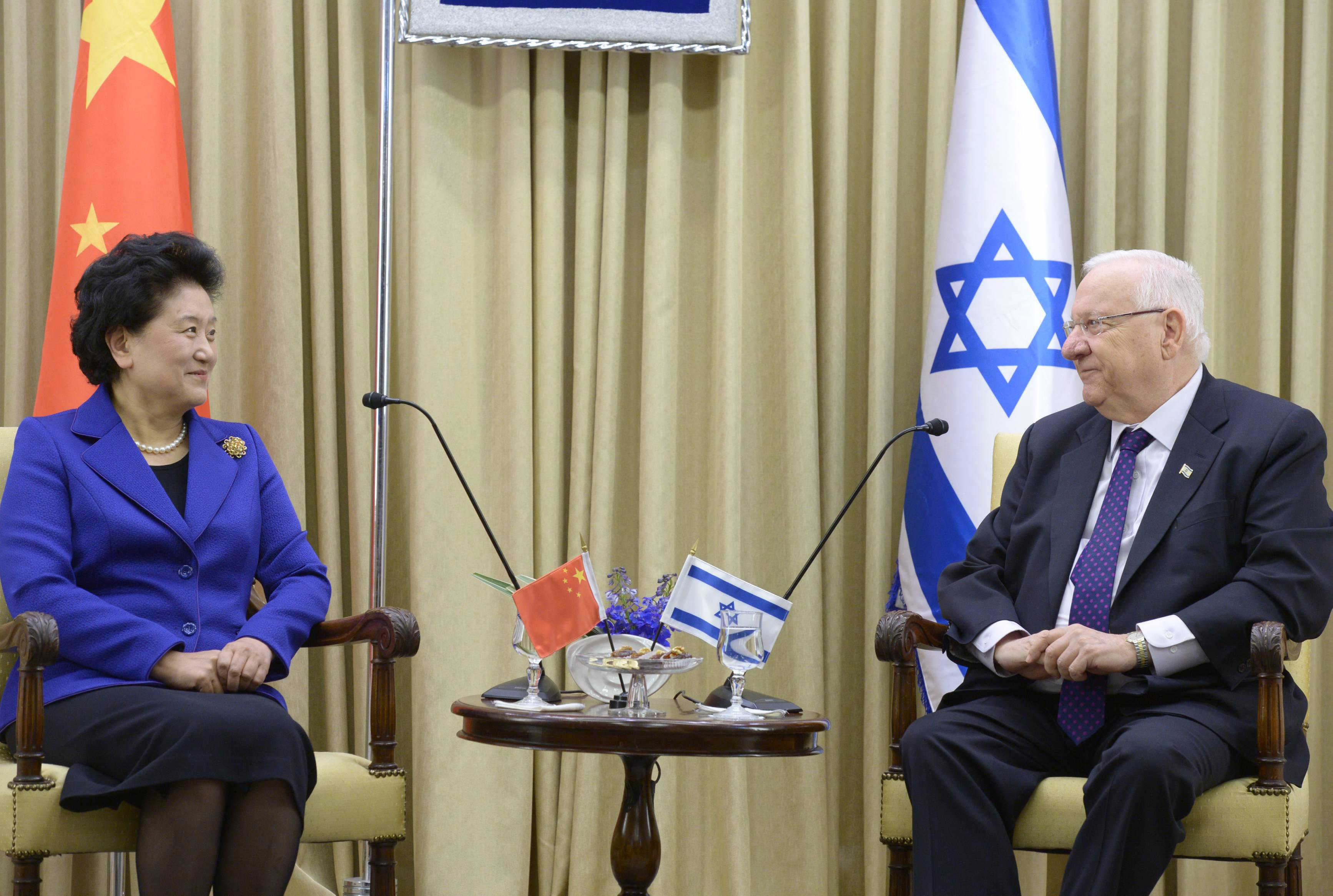
Liu Yandong und Reuven Rivlin (2016)

Am 24. Januar 1992 unterzeichneten die Volksrepublik China und Israel ein Abkommen zur Aufnahme voller diplomatischer Beziehungen und beide Staaten tauschten Botschafter aus. Zahlreiche hochrangige Delegationen trafen sich, und China profitierte zunächst weiter von Israels Verteidigungstechnologie. Allerdings verschlechterte sich ab Mitte der 1990er die Einstellung der USA zu chinesisch-israelischen Rüstungsprojekten: Nach dem Ende des Kalten Krieges betrachteten die Vereinigten Staaten die Volksrepublik zunehmend als Rivalen und übten Druck auf Israel aus, den Technologietransfer an China einzuschränken. 2000 musste Israel auf massiven US-Druck ein bereits vereinbartes Geschäft zur Lieferung eines Phalcon-Frühwarnflugzeugs (AWACS) an China abbrechen. In den Folgejahren beschränkten beide Seiten ihre militärische Zusammenarbeit, um die Beziehungen zu Washington nicht zu gefährden.
Stattdessen verlagerte sich der Schwerpunkt der bilateralen Beziehungen seit den 2000er Jahren zunehmend auf zivile Bereiche. Israel half China bei der Modernisierung seiner Landwirtschaft und hunderte chinesische Fachkräfte wurden in den Bereichen Landwirtschaft, Unternehmertum, Bildung und Gesundheit in Israel ausgebildet. Im März 2017 hoben beide Regierungen ihre Beziehungen offiziell auf den Status einer „Innovativen umfassenden Partnerschaft“ (Innovative Comprehensive Partnership). Bei einem Besuch der chinesischen Vizepremierministerin Liu Yandong in Israel 2016 und von Premierminister Benjamin Netanjahu in China 2017 wurden zahlreiche Abkommen unterzeichnet, vor allem in Wissenschaft, Technologie und Wirtschaft. Netanjahu bezeichnete dabei die Beziehungen beider Staaten als „Traumhochzeit“. Begleitet war diese Intensivierung der Beziehungen von einem rasanten Wachstum im gegenseitigen Warenaustausch, der China zum zweitwichtigsten Handelspartner Israels machte.
Der Terrorangriff der Hamas auf Israel 2023 und der folgenden Krieg in Israel und Gaza sorgte für eine Verschlechterung der Beziehungen, als China sich weigerte, den Angriff eindeutig zu verurteilen und stattdessen die israelische Belagerung und Bombardierung Gazas verurteilte. China, das sich als Fürsprecher des globalen Südens sieht und enge Beziehungen zu verschiedenen arabischen und muslimischen Staaten aufgebaut hat, forderte die Umsetzung der Zweistaatenlösung und einen Waffenstillstand in Gaza. Chinesische Staatsmedien stellten sich auf die Seite der Palästinenser und in chinesischen sozialen Medien waren eine regelrechte Explosion antisemitischer Äußerungen zu verzeichnen, welche von den Behörden nicht zensiert wurden. Im April 2024 empfing China eine Delegation der Hamas, was in Israel für Irritationen sorgte.

## Wirtschaftsbeziehungen
Die Wirtschaftsbeziehungen zwischen China und Israel haben sich seit den 1990er Jahren dynamisch entwickelt. China ist gemessen am Handelsvolumen inzwischen Israels drittwichtigster Handelspartner (nach den USA und der EU). Der bilaterale Warenaustausch stieg von knapp einer Milliarde US-Dollar Mitte der 1990er Jahre auf über 22 Milliarden US-Dollar im Jahr 2024. Zu den wichtigsten israelischen Exportgütern nach China zählen High-Tech-Produkte, Elektronik (etwa Computerchips von Intel Israel) sowie chemische Erzeugnisse. Im Gegenzug importiert Israel vor allem Maschinen, elektronische Geräte, Textilien und andere Konsumgüter aus der Volksrepublik.
Neben dem Warenhandel spielen Investitionen eine zunehmende Rolle. Chinesische Unternehmen haben seit den 2000er Jahren Milliarden in Israels Technologiesektor und Infrastruktur investiert und ein großes Interesse an Wissenstransfer gezeigt. So sind chinesische Baufirmen am Ausbau von Verkehrswegen beteiligt, und der Hafen von Haifa wurde teilweise von einem chinesischen Staatsunternehmen modernisiert und für 25 Jahre verwaltet, was in den Vereinigten Staaten Besorgnis auslöste.

## Militärbeziehungen

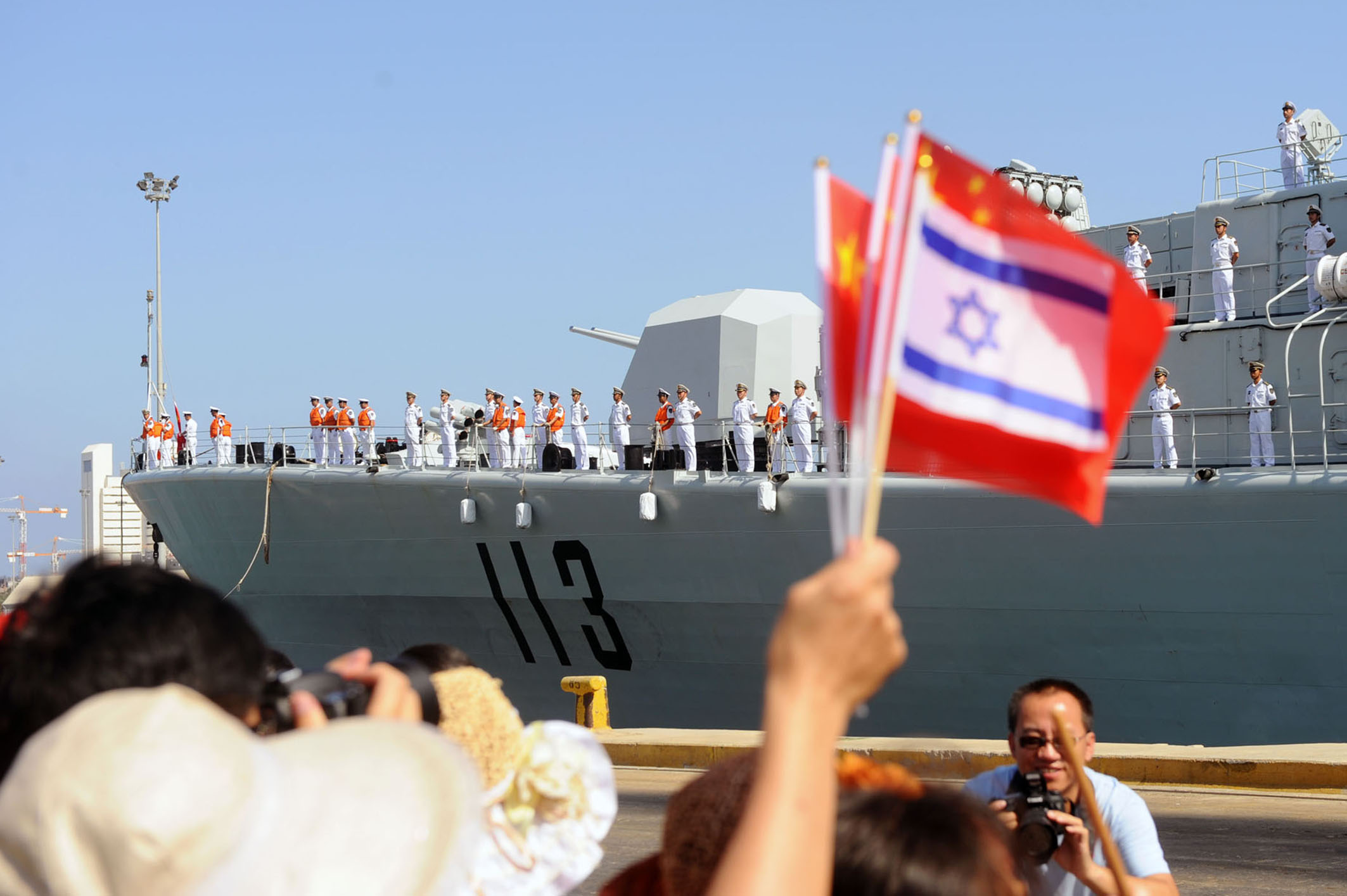
Chinesisches Kriegsschiff im Hafen von Haifa (2012)

Israel unterstützte Chinas Modernisierung der Volksbefreiungsarmee ab Ende der 1970er Jahre, indem es im heimlich Militärtechnologie und Expertise lieferte. Schätzungen zufolge war Israel in den späten 1980er Jahren nach der Sowjetunion der zweitgrößte ausländische Waffenlieferant Chinas. Geliefert wurden vor allem modernisierte Waffensysteme, elektronische Komponenten, Raketen- und Flugzeugtechnologien sowie Kenntnisse zur Aufrüstung älterer chinesischer Waffentechnik. Schätzungen zufolge verkaufte Israel in den 1980er Jahren Waffen im Wert von insgesamt bis zu 4 Milliarden US-Dollar an die Volksrepublik. So wurden beispielsweise Panzer, die Israel in den arabisch-israelischen Kriegen erbeutet hatte, Mitte der 1980er Jahre in China auf Militärparaden gezeigt.
In den 1990er Jahren wurden einige Rüstungsprojekte offiziell vereinbart. So entwickelte Israel für China Avionik- und Radartechnik weiter, und es kam zu wechselseitigen Besuchen von Verteidigungsbeamten. In den 2000er Jahren sorgten die engen Militärbeziehungen mit China jedoch für Vorbehalte in den USA und mussten deshalb zurückgefahren werden. Es kommt jedoch weiterhin zu Austausch zwischen beiden Militärs. So besuchte Chen Bingde, Generalstabschef der Volksbefreiungsarmee, 2011 Israel, wo er von Benny Gantz empfangen wurde.

## Kulturbeziehungen

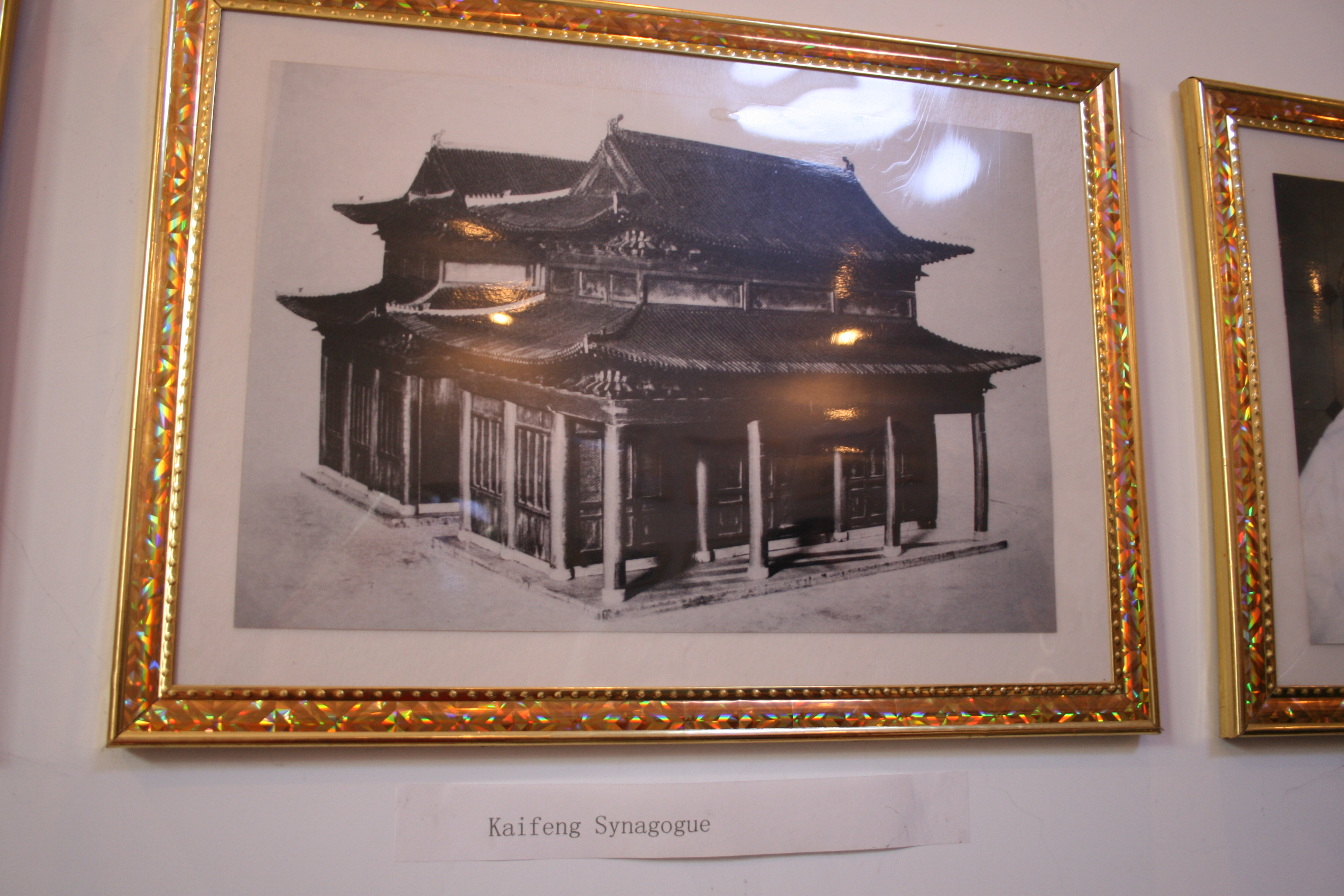
Bild einer Synagoge in Kaifeng im Kaifeng Jewish Museum

1993 schlossen beide Staaten ein erstes bilaterales Kulturabkommen, das seither regelmäßig in Form von Arbeitsprogrammen erneuert wurde. Kultureller Austausch findet auf vielfältige Weise statt: So eröffnete China in Israel zwei Konfuzius-Institute – 2007 an der Universität Tel Aviv und 2014 an der Hebräischen Universität Jerusalem – zur Förderung der chinesischen Sprache und Kultur. Ebenfalls richtete die Volksrepublik 2017 ein Chinesisches Kulturzentrum in Tel Aviv ein, das Ausstellungen, Sprachkurse und Veranstaltungen anbietet. Auf israelischer Seite entstanden akademische Programme für China-Studien; mehrere israelische Universitäten kooperieren mit chinesischen Hochschulen. Ein herausragendes Beispiel ist das Guangdong Technion Israel Institute of Technology in Shantou, eine gemeinsame Technion-Dependance, die 2017 eröffnet wurde.
Des Weiteren haben gegenseitige Tourismusströme zugenommen, seit China 2005 Israel offiziell als Reiseziel für Gruppenreisen zuließ. Jährlich besuchen zehntausende chinesische Touristen die historischen und religiösen Stätten Israels. Kulturelle Überschneidungen bestehen ferner durch die jahrhundertealte Präsenz kleiner jüdischer Gemeinden in China – etwa der historischen Gemeinde von Kaifeng – und durch das Erbe der in Shanghai geretteten europäischen Juden während des Holocaust.
Trotz der gegenseitigen Kooperation sind antisemitische Stereotype in China weit verbreitet, insbesondere die Vorstellung, die Israel-Lobby würde die Außenpolitik der Vereinigten Staaten kontrollieren. 2023 behauptete das staatliche China Central Television fälschlicherweise Juden würden 70 Prozent des Vermögens in den USA kontrollieren. Schon 2007 wurde das Buch Währungskriege (货币战争) des nationalistischen Autors Song Hongbing in China zu einem Bestseller, welches behauptete, dass eine Clique jüdischer Bänker um die Familie Rothschild die Weltwirtschaft kontrollieren und Wirtschaftskrisen wie die Asienkrise inszeniert hätten. Chinesische Technologieplatformen sollen zudem im Rahmen der Nahostkrise explizit antisemitische Inhalte toleriert, oder sogar gefördert haben, wobei Antisemitismus und Antiamerikanismus Hand in Hand gingen.

## Diplomatie
- Die Volksrepublik China hat eine Botschaft in Tel Aviv.
- Israel unterhält eine Botschaft in Peking und Generalkonsulate in Guangzhou, Chengdu, Hongkong und Shanghai.

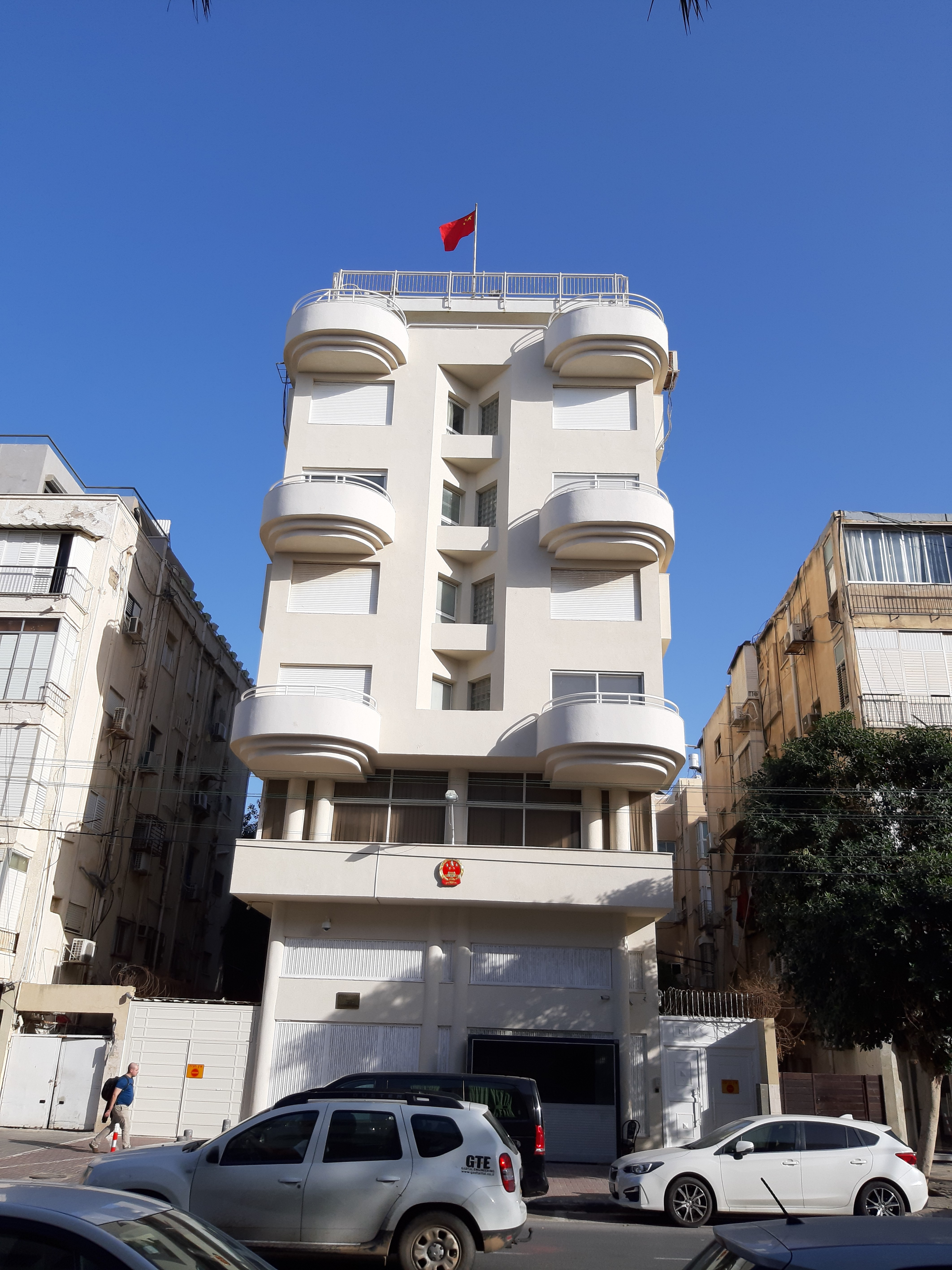
Chinesische Botschaft in Tel Aviv
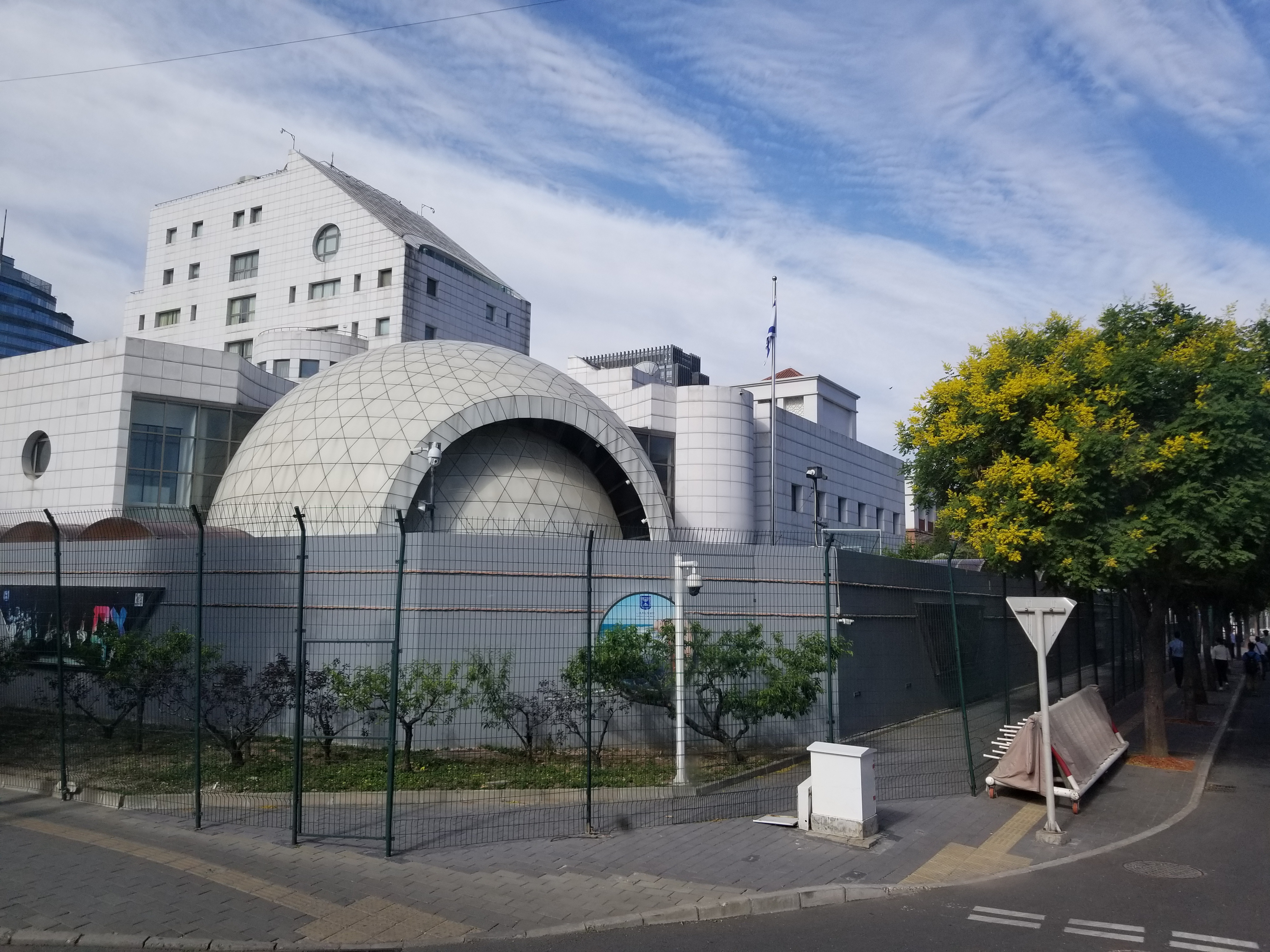
Israelische Botschaft in Peking